# Villa Berthier
Villa Berthier är en återvändsgata i Quartier des Ternes i Paris sjuttonde arrondissement. Gatan är uppkallad efter Louis-Alexandre Berthier (1753–1815), marskalk av Frankrike. Villa Berthier börjar vid Avenue de Villiers 133.

## Omgivningar
- Sainte-Odile
- Saint-Ferdinand-des-Ternes
- Impasse des Deux-Cousins

## Bilder
| - Gatuskylt. - Glasmålningar i kyrkan Sainte-Odile. - Saint-Ferdinand-des-Ternes. |

## Kommunikationer
- Tunnelbana – linje  – Porte de Champerret
- Busshållplats Porte de Champerret – Paris bussnät

### Webbkällor
- ”Villa Berthier”. Mairie de Paris. https://web.archive.org/web/20150910041639/http://www.v2asp.paris.fr/commun/v2asp/v2/nomenclature_voies/Voieactu/2780.nom.htm. Läst 10 januari 2024.
- ”Villa Berthier (17ème arrondissement)”. Les rues de Paris. https://web.archive.org/web/20160409112142/http://www.parisrues.com/rues17/paris-17-impasse-des-deux-cousins.html. Läst 10 januari 2024.